# No mires para abajo
No mires para abajo es una película argentina dramática-erótica y surrealista de 2008 escrita y dirigida por Eliseo Subiela y protagonizada por Antonella Costa, Leandro Stivelman y Hugo Arana. La música del film fue compuesta por Pedro Aznar.

## Sinopsis
Eloy es un joven de diecinueve años que trabaja como repartidor en un negocio familiar de fabricación de lápidas y figuras ornamentales para sepulturas en un cementerio de la localidad. Sensibilizado por la muerte de su padre, Eloy comienza su camino hacia la experiencia del mundo adulto, al mismo tiempo descubre que padece de sonambulismo.
Una noche de verano durante una de sus caminatas por las terrazas de su vecindario, cae por una claraboya y despierta en la cama de Elvira, que está de vacaciones en la ciudad, en la casa de su abuela. Pronto entablarán una relación dominada por intensas sesiones de sexo tántrico en las que Elvira inicia a Eloy, permitiéndole acceder a experiencias y sensaciones hasta ese momento desconocidas para el muchacho.

## Reparto
- Antonella Costa como Elvira
- Leandro Stivelman como Eloy
- Hugo Arana como Padre de Eloy
- Mónica Galán como Ana
- Octavio Borro como Andrés
- María Elina Ruas como Celia
- Marzenka Novak como Madre de Eloy
- Viviana Piccolo como Cuñada de Eloy

## Premios
- Premio Glauber Rocha, Mejor Película Latinoamericana, Premio del Público.
- Mejor director en el XIII Festival Internacional de Cine de Guadalajara, 2008.
- Mejor Película de la 14 Muestra de Cine Latinoamericano de Lérida (España), 2008.